# Frank Froehling
Frank Arthur Froehling III (San Diego, 19 maggio 1942 – Stuart, 23 gennaio 2020) è stato un tennista statunitense.

## Biografia
Tennista specializzato nel serve & volley ottenne buoni risultati negli Slam a fine anni sessanta, in particolare a New York. In singolare raggiunse infatti la finale degli U.S. National Championships 1963 dove si arrese al messicano Osuna in tre set e nello stesso anno si avventurò fino ai quarti di finale a Wimbledon dove fu Fred Stolle ad eliminarlo. Al Roland Garros 1971 arrivò alla semifinale, dove il romeno Ilie Năstase interruppe il suo percorso.
Raggiunse tre finali degli US Open tra doppio e doppio misto, ma non riuscì mai a conquistare il titolo. In Coppa Davis giocò sei match con la squadra statunitense vincendone la metà ed aiutando la sua nazione a conquistare due insalatiere. È scomparso nel gennaio 2020 all'età di 77 anni per una leucemia da cui era affetto da svariati anni. La notizia del decesso è stata diramata solo alla fine del mese.

## Finali del Grande Slam

### Singolare

#### Finali perse (1)
| Anno | Torneo                              | Avversario in finale | Risultato   |
| 1963 | US National Championships, New York | Rafael Osuna         | 7-5 6-4 6-2 |

### Doppio maschile

#### Finali perse (1)
| Anno | Torneo                              | Compagno         | Avversari in finale     | Risultato            |
| 1965 | US National Championships, New York | Charles Pasarell | Roy Emerson Fred Stolle | 6-4, 10-12, 7-5, 7-3 |

### Doppio misto

#### Finali perse (2)
| Anno | Torneo                              | Compagno      | Avversari in finale        | Risultato |
| 1962 | US National Championships, New York | Lesley Turner | Margaret Smith Fred Stolle | 7-5, 6-2  |
| 1965 | US National Championships, New York | Judy Tegart   | Margaret Smith Fred Stolle | 6-2, 6-2  |